# 毛罗·萨尔米恩托
毛罗·萨尔米恩托（義大利語：Mauro Sarmiento，1983年8月10日—），意大利男子跆拳道运动员。他曾代表意大利参加2008年和2012年夏季奥林匹克运动会跆拳道比赛，共获得一枚银牌和一枚铜牌。